# Казановский, Адам
Ада́м Казано́вский (пол. Adam Kazanowski, 1599 — 25 декабря 1649, Варшава) — государственный деятель Речи Посполитой, подкоморий надворный коронный (1634), стольник великий коронный (с 1643), маршалок надворный коронный (1643—1649), каштелян сандомирский, староста борисовский и барцицкий (1633), козеницкий, варецкий, солецкий, бельский (с 1638), новотаргский (1640).

## Биография
Представитель польского шляхетского рода Казановских герба Гржимала.
Адам и его брат Станислав воспитывались вместе с королевичем Владиславом. Молодой Казановский всюду сопровождал Владислава: и в его попытках занять русский престол (1610—1612), и во время Хотинской битвы в 1621.
Сопутствовал ему в поездках по Западной Европе и в Ватикан.
Будущего короля Речи Посполитой и Адама связывала большая дружба. После совершеннолетия Владислава, король Сигизмунд III подарил старшему сыну дворец в Варшаве, который послужил причиной конфликтов
между ними. Владислав, в свою очередь, передарил эту резиденцию вместе с прекрасной мебелью и произведениями искусства Казановскому.
В 1633, благодаря поддержке друга короля Владислава IV Адам Казановский выгодно женился на 14-летней Эльжбете (Гальшке) из Случкова (1619—1671). Приданое невесты составляло 50 тысяч злотых и многочисленное движимое и недвижимое имущество. По случаю свадьбы король подарил Адаму 20 тыс. злотых, а стоимость подарков составила 40 тыс. злотых. Детей в этом браке не было.
В 1635 Казановский провел удачную транзакцию по покупке корабельного флота для короля Владислава IV. Когда в бюджете не хватило денег, он заложил собственное имущество.
В 1634 стал стольником надворным коронным, при этом король специально для своего друга Адама возобновил, отменённый ранее этот придворный чин.
В 1637 назначен подкоморием надворным коронным и каштеляном Сандомира. После брака Владислава с эрцгерцогиней Цецилией Австрийской (сестрой будущего императора Священной Римской империи Фердинанда III) влияние Адама Казановского ослабело, хотя он и в дальнейшем получал от властей прибыльные и доходные должности и староства.
Похоронен в Варшаве в соборе святого Иоанна Крестителя.